# Manfred Roeder (Generalrichter)

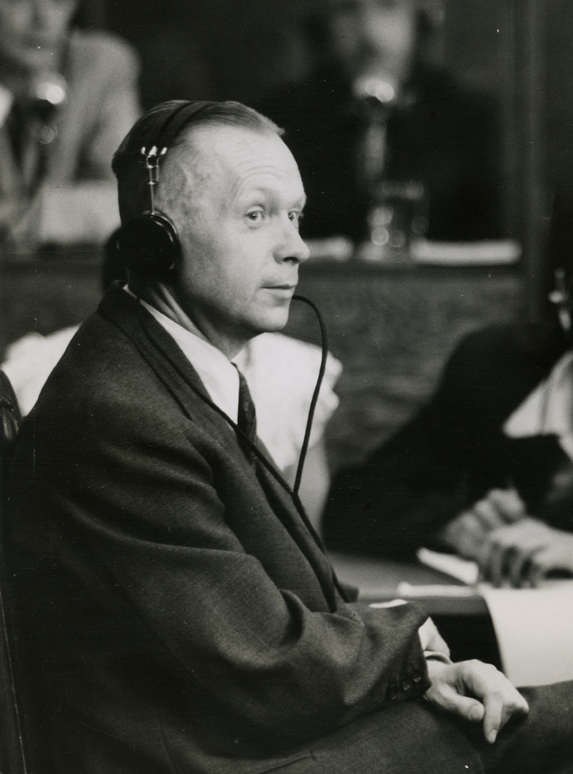
Manfred Roeder 1947 als Zeuge beim Nürnberger Juristenprozess

Manfred Roeder (* 20. August 1900 in Kiel; † 18. Oktober 1971 in Glashütten) war ein deutscher Militärrichter zur Zeit des Nationalsozialismus. Als Oberstkriegsgerichtsrat war er als Untersuchungsführer und Ankläger ein Mitverantwortlicher für mindestens 45 Todesurteile des Reichskriegsgerichts in den Verfahren gegen die Mitglieder der Widerstandsbewegung Rote Kapelle. Roeder war ebenfalls Untersuchungsführer und Ankläger in dem sogenannten „Depositenkassen“-Verfahren gegen Wilhelm Schmidhuber, Dietrich Bonhoeffer, Hans von Dohnanyi und andere.

## Leben

### Bis 1933
Manfred Roeder war Sohn eines Landgerichtsdirektors. Nach dem Notabitur 1917 wurde er als Kriegsfreiwilliger Fahnenjunker bei einem Feldartillerieregiment. 1918 bis 1921 studierte er Jura in Berlin, Würzburg und Göttingen. Heinz Höhne führt in seinem Buch über die „Rote Kapelle“ an, dass sich Roeder 1919 als Freikorpskämpfer der Garde-Kavallerie-Schützen-Division und anschließend der Freiwilligen Russischen Westarmee im Baltikum angeschlossen habe, wo er 1920 als Leutnant verabschiedet wurde. 1921 promovierte Roeder auf dem Gebiet des Arbeitsrechts in Würzburg. Danach arbeitete er 1921 bis 1924 bei den Berlin-Charlottenburger Wasser- und Industriewerken. Nachdem Roeder 1921 eine adlige Gutsbesitzerin geheiratet hatte, bewirtschaftete er zwischen 1924 und 1927 das Gut Estorff in Neetze. Von 1928 bis 1930 war er Syndikus einer Einkaufsgesellschaft. 1930 nahm er sein Jurastudium wieder auf und legte 1931 das Staatsexamen nach der Preußischen Ausbildungsordnung von 1923 mit der mäßigen Note „voll ausreichend“ ab. Danach war er Referendar in Lüneburg, Hannover und Berlin. Roeders politische Einstellung war rechtsnational: 1924–28 sowie 1931–33 war er Mitglied des Stahlhelms und 1931–33 in der Deutschnationalen Volkspartei.

### Karriere in der Zeit des Nationalsozialismus
Im Mai 1933 trat Roeder dem Bund Nationalsozialistischer Deutscher Juristen bei, im November 1933 der SA. 1934 wurde er nach seinem Assessorexamen Amtsrichter in Berlin. 1935 wechselte er in die Militärjustiz der neu gebildeten Luftwaffe. 1937 bis 1939 war er Dienstaufsichtsführender Kriegsgerichtsrat bei verschiedenen Luftkreiskommandos. 1939 wurde er „Oberkriegsgerichtsrat“, 1941 „Oberstkriegsgerichtsrat“. Roeder hatte den Ruf, „einer der härtesten und regimetreuesten Militärrichter“ zu sein. Er stand in enger Verbindung zu Hermann Göring, der ihm besonderes Vertrauen entgegenbrachte. Als der populäre Luftwaffen-General Ernst Udet 1941 Selbstmord beging und die Gefahr bestand, dass die Tat als politische Kritik interpretiert werden könnte, beauftragte Göring Roeder mit den Ermittlungen. Der lieferte das gewünschte Ergebnis. Roeder pflegte auch enge Beziehungen zu dem Gestapo-Chef Heinrich Müller.

#### „Rote-Kapelle“-Prozesse

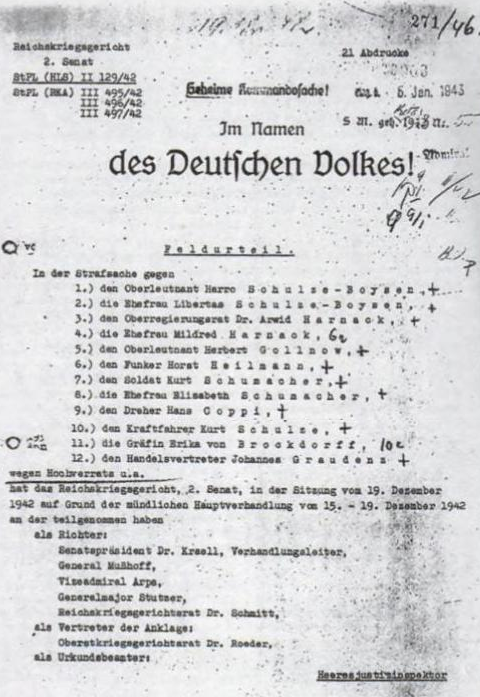
Urteil des Reichskriegsgerichts gegen Schulze-Boysen u. a.

Im Ende August 1942 wurde die Widerstandsgruppe um Harro Schulze-Boysen und Arvid Harnack enttarnt und 119 Personen festgenommen, von denen 79 vor dem Reichskriegsgericht angeklagt wurden. Roeder, der aufgrund seines Ehrgeizes als „Bluthund Hitlers“ galt, wurde von Hermann Göring für das Verfahren an das Reichskriegsgericht abgeordnet, wo er als Untersuchungsführer und Ankläger fungierte. Nur unter dieser Bedingung hatte Adolf Hitler, der die bisherigen Urteile des Gerichts als nicht hart genug empfand, dem Verfahren zugestimmt. Obwohl es sich bei den Angeklagten um eine lose Verbindung von Menschen unterschiedlichster politischer Herkunft und Überzeugung handelte, wurden sie von der Abwehr und später von Roeder als Anklagevertreter fälschlich als einheitlich von der Sowjetunion gesteuerte kommunistische Spionageorganisation bezeichnet und mit dem zu Fahndungszwecken erfundenen Namen „Rote Kapelle“ bezeichnet. Zahlreiche überlebende Angeklagte haben später übereinstimmend von dem gefühllosen und unmenschlichen Vorgehen Roeders berichtet. Für den mitangeklagten Adolf Grimme war Roeder „einer der schlimmsten Verbrecher aus der Schandjustiz jener Jahre“. Axel von Harnack, der für seinen Vetter Arvid Fürsprache einlegen wollte, berichtete von seiner Begegnung mit Roeder: :„Nie wieder habe ich von einem Manne so ausgesprochen den Eindruck der Brutalität empfangen. Er war ein Mensch, der eine Atmosphäre von Furcht um sich verbreitete.“
Im Verfahren verunglimpfte Roeder die Angeklagten zusätzlich, indem er ihnen auch sexuell „unmoralisches und dekadentes Treiben“ vorwarf. In seinen Strafanträgen forderte er „wie am Fließband“ Todesstrafen, selbst für Delikte wie das Aufbewahren von Geld für einen der anderen Angeklagten. Von den 79 Angeklagten war einer bei den Vernehmungen totgeschlagen worden, ein weiterer hatte sich erhängt. Von den 77 Urteilen lauteten 45 auf Tod, so auch gegen Cato Bontjes van Beek, die hingerichtet wurde. 12 Angeklagte wurden zu Zuchthaus und 17 zu Gefängnisstrafen verurteilt. Nach Prozessende ging Roeder nach Brüssel und Paris, um dort als Vorsitzender von Kriegsgerichten zahlreiche weitere ausländische Angeklagte, die der „Roten Kapelle“ zugeordnet wurden, „dem Henker zu überliefern“. Später brüstete Roeder sich einem Richterkollegen gegenüber, er habe „dem Führer etwa 90 Köpfe zur Verfügung gestellt“ und Hitler von „unangebrachter Milde gegenüber Frauen“ abgebracht.

#### „Depositenkassen“-Verfahren
Auslöser des Verfahrens war der Versuch Heinrich Himmlers und des Reichssicherheitshauptamtes, das Amt Ausland/Abwehr, den von Wilhelm Canaris geleiteten Geheimdienst der Wehrmacht, zu schwächen und unter ihre Kontrolle zu bringen. Anlass dazu bot der sogenannte „Fall Depositenkasse“ (‚Depositum‘ bezeichnete eine Art Kaution), ein Verfahren wegen Verstößen gegen Devisenverkehrsbeschränkungen gegen den Abwehr-Offizier Wilhelm Schmidhuber, in das auch Dietrich Bonhoeffer und Hans von Dohnanyi hineingezogen wurden. Schmidhuber war bereits 1942 verhaftet worden. Nachdem Roeder, damals Dienstaufsichtsführender Richter am Luftwaffenfeldgericht z. b. V. in Berlin, im April 1943 zum Untersuchungsführer des Verfahrens ernannt worden war, wurden auch Bonhoeffer, Dohnanyi und der spätere CSU-Politiker Josef Müller wegen Hoch- und Landesverrat verhaftet. Roeder versuchte, das Verfahren groß aufzubauen und dafür den Begriff „Schwarze Kapelle“ einzuführen. Trotz Drohungen und Quälereien gelang es ihm aufgrund des geschickten Verhaltens der beiden Beschuldigten Bonhoeffer und Dohnanyi nicht, die Vorwürfe zu erhärten. Der ebenfalls unter Verdacht stehende Abwehr-General Hans Oster schrieb nach seiner ersten Vernehmung durch Roeder über diesen:
„Junger, überheblicher, krankhaft ehrgeiziger, triebhaft hemmungsloser … Kriminalist neuester Prägung … In der Wahl seiner Mittel und Methoden ist er hemmungslos. Man könnte ihn als Sadisten bezeichnen.“
Aufgrund der mangelnden Untersuchungsergebnisse und zahlreichen Beschwerden durch die Angeklagten und ihre Anwälte wurde Roeder nach Fertigstellung der Anklageschrift abgelöst. Es kam weder zu einer Hauptverhandlung noch zu einer Verurteilung von Bonhoeffer und Dohnanyi.
Trotz des gescheiterten „Depositenkassen“-Verfahrens ging Roeders beruflicher Aufstieg weiter. 1944 wurde er zunächst als „Oberstrichter“ Chefrichter der Luftflotte 4, zunächst in Lemberg, dann auf dem Balkan. In den letzten Kriegsmonaten wurde er schließlich zum Generalrichter für die Luftwaffe ernannt. Am 9. Mai 1945 wurde Roeder in Tirol, wohin er geflüchtet war, von US-Truppen gefangen genommen.

### Nach 1945

#### Informant des US-Geheimdienstes

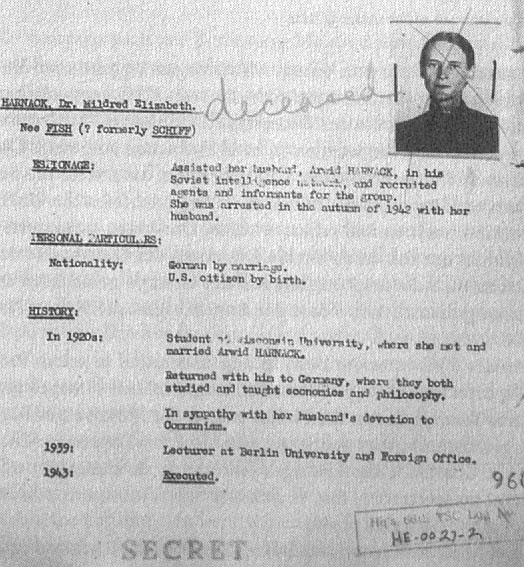
US-CIC-Akte über Mildred Harnack

Roeder war bis Ende Juni 1947 in amerikanischer Kriegsgefangenschaft, zuletzt in Nürnberg, blieb danach für weitere Befragungen und Ermittlungen interniert und wurde dem amerikanischen Militärnachrichtendienst Counter Intelligence Corps (CIC) übergeben. Dort wurde er unter dem Decknamen „Othello“ als informeller Mitarbeiter geführt. Roeder erkannte seine Chance und versuchte mit seinen angeblichen Kenntnissen über eine kommunistische Unterwanderung Deutschlands seine Entlassung zu beschleunigen. Da die Prozessunterlagen der „Roten Kapelle“ angeblich vernichtet worden waren, nutzte Roeder seine Aussagen, um seine eigenen Taten zu vertuschen, und diffamierte die von ihm angeklagten Widerstandskämpfer. Anfang 1948 präsentierte er den Amerikanern einen 90-seitigen Gestapo-Abschlussbericht. Dieser Bericht gilt als authentisch. Im Sommer 1948 wurde Roeder entlassen. 1952 kontaktierte er noch einmal den CIC und bot die angeblich wiederaufgetauchten Akten des Prozesses an, musste aber einige Tage später zugeben, dass die Unterlagen gar nicht existierten.

#### Ermittlungsverfahren gegen Roeder
Adolf Grimme hatte Roeder bereits im September 1945 bei der Britischen Militärregierung wegen Körperverletzung im Amt sowie Aussageerpressung angezeigt. Außerdem gab es eine gemeinsame Anzeige wegen Verbrechen gegen die Menschlichkeit von Grimme, Günther Weisenborn und Greta Kuckhoff beim Internationalen Militärgerichtshof in Nürnberg. Roeder wurde zwar von Robert Kempner und dem Jura-Professor Fred Rodell vernommen, aber es kam zu keinem Verfahren gegen ihn. Nachdem Roeder im Sommer 1948 aus der Internierung entlassen worden war, verlangte die Sowjetunion vergeblich seine Auslieferung. Die Ermittlungen gegen ihn wurden von der deutschen Staatsanwaltschaft in Nürnberg übernommen, die im Oktober 1948 einen Haftbefehl gegen ihn erließ. Darin wurde Roeder verdächtigt, bei den Verfahren „Rote Kapelle“ und „Depositenkasse“ „Zwangsmittel angewendet oder deren Anwendung zugelassen zu haben, um Geständnisse oder Aussagen zu erpressen“ sowie „die Begehung einer schweren Körperverletzung zugelassen zu haben“. Roeder kam in Untersuchungshaft, wo er erklärte: „Ich fühle mich völlig unschuldig. Ich habe als deutscher Richter meine Pflicht getan“. Als Entlastungszeuge trat ausgerechnet der ehemalige Vorsitzende Richter des Prozesses gegen die „Rote Kapelle“, Alexander Kraell, auf. Im Januar 1949 wurde Roeder aus der Untersuchungshaft entlassen und reiste aus der amerikanischen Zone auf sein Gut in Neetze, das zur britischen Besatzungszone gehörte. Damit endete die Zuständigkeit des Landgerichts Nürnberg.
Roeder plante, sich in Niedersachsen für eine Richterstelle zu bewerben. Aber in der britischen Zone wurde gegen ihn ein Verfahren wegen „Verbrechen gegen die Menschlichkeit“ nach Kontrollratsgesetz Nr. 10 eröffnet. Beide damit befassten Staatsanwälte hatten ihre Tätigkeit bereits zur NS-Zeit ausgeübt. Obwohl das Niedersächsische Justizministerium 1950 öffentlich erklärte, die Ermittlungen seien kurz vor dem Abschluss, wurde das Verfahren weiter verschleppt und keine Anklage gegen Roeder erhoben. Nachdem im September 1951 das Kontrollratsgesetz außer Kraft getreten war, wurde das Verfahren im November 1951 ergebnislos eingestellt. Da der Abschlussbericht offenkundig die Argumente Roeders und der Gestapo wiederholt hatte, hielt das Niedersächsische Justizministerium ihn jahrelang unter Verschluss. Der Abschlussbericht führte aus, die Verfahren vor dem Reichskriegsgericht seien nicht zu beanstanden und die Angeklagten mit Recht zum Tode verurteilt worden, da Landesverrat zu allen Zeiten als das „schimpflichste Verbrechen“ gegolten habe und auch die Teilnehmer des Attentats auf Hitler am 20. Juli 1944 in umfassendem Maße Landesverrat und Spionage betrieben hätten. 1957 plante Roeder deshalb, die überlebenden Angeklagten, die ihn nach dem Krieg angezeigt hatten, zivilrechtlich auf Schadensersatz zu verklagen. Erst 2009 hob der Deutsche Bundestag die wegen „Kriegsverrats“ gefällten Urteile der NS-Justiz auf und rehabilitierte damit auch die Mitglieder der Roten Kapelle.

#### Politische Aktivitäten
Trotz der gegen ihn laufenden Ermittlungen war Roeder bereits Ende der 1940er-Jahre wieder politisch aktiv. Bereits 1948 hielt er öffentliche Vorträge über die „Rote Kapelle“, ebenso 1951 während des Landtagswahlkampfes in Niedersachsen für die rechtsradikale Sozialistische Reichspartei (SRP). Nachdem die SRP 1952 vom Bundesverfassungsgericht als Nachfolgeorganisation der NSDAP verboten worden war, trat Roeder mit seinen Vorträgen bei Veranstaltungen der rechtsradikalen Deutschen Reichspartei (DRP) auf. In zahlreichen Zeitungsartikeln und in seinem Buch Die Rote Kapelle. Aufzeichnungen des Generalrichters Dr. M. Roeder (Hamburg 1952), in dem er die Mitglieder der Widerstandsgruppe als Landesverräter und Spione diffamierte, setzte er seinen Verleumdungsfeldzug gegen die Mitglieder der „Roten Kapelle“ sowie Bonhoeffer, Dohnanyi und Josef Müller fort und beeinflusste damit längere Zeit die historische Einordnung und Darstellung dieser Gruppe und Personen. Im Ermittlungsverfahren gegen den ehemaligen Präsidenten des Bundesamtes für Verfassungsschutz Otto John wurde Roeder sogar vom Oberbundesanwalt des Bundesgerichtshofs als Experte für Spionagetätigkeit gehört. Und 1957 trat er im Schwurgerichtsverfahren gegen den Ex-Generalfeldmarschall Ferdinand Schörner, der deutsche Soldaten ohne Gerichtsverfahren hatte hinrichten lassen, als Zeuge für den Angeklagten auf.

#### Letzte Jahre
Roeder verkaufte das Gut in Neetze 1961 und lebte ab 1963 im hessischen Glashütten von seiner stattlichen Pension als Generalrichter. Ob er, wie in einigen Büchern berichtet, auch als Anwalt tätig war, lässt sich nicht nachweisen; in Glashütten war er zumindest nicht derartig tätig. Als NS-belasteter Parteiloser wurde er 1964 mit acht von neun Stimmen der Gemeindevertretung in den Gemeindevorstand gewählt, 1968 mit fünf von neun Stimmen zum Ersten Beigeordneten. Mit dieser Funktion, die er zweieinhalb Jahre innehatte, war u. a. auch die Stellvertretung des Bürgermeisters bei dessen Abwesenheit verbunden. Roeder wurde nach seinem Tod am 18. Oktober 1971 auf dem Gutsfriedhof in Neetze beigesetzt.
Manfred Roeder hatte einen gleichnamigen Sohn (* 1937), der jedoch nicht mit dem 1929 in Berlin geborenen Rechtsextremisten Manfred Roeder zu verwechseln ist.